# Eunice Castro
Eunice Suely Castro Casaravilla (6 de enero de 1974, Montevideo) es una bailarina, modelo, actriz y comunicadora uruguaya.

## Biografía
Hija de Glasy Casaravilla y Eduardo Castro.
Eunice estudió ballet clásico toda su infancia y adolescencia en la Escuela Nacional de Danza de Uruguay. 
El mundo de la moda le llamaba la atención y de hecho, su hermana mayor Janice Castro era modelo. A los 20 años, en 1990, Eunice se presentó a un concurso de modelos organizado por la revista Estilo, de El País y lo ganó. 
Luego comenzó a hacer desfiles para diseñadores de alta costura, campañas y llegó a trabajar en diversos países; desfiló y posó en Argentina, España, Francia, Estados Unidos y contratada por la agencia Elite de Madrid desfiló en París, entre otros.
Su gran altura de 1,78 m y un cuerpo estilizado por años de danza y una belleza exótica la hicieron escalar posiciones en el universo de la moda.
En 1999, cuando ya era una modelo consagrada, Eunice Castro protagonizó un desnudo para la revista Sábado Show y en el que se caracterizó como Pocahontas.  
La tapa y el resto de la producción llamaron tanto la atención que se generó un gran debate en su momento. 

## Ámbito artístico
En 2002 fue coconductora reemplazante junto a Sergio Puglia del magazín Tveo a Diario por Canal 5 de Uruguay.
Entre 2005 y 2008 fue conductora del magazín Bien Despiertos emitido en Canal 12 de Uruguay.
En 2003, un episodio de su vida personal como lo fue su divorcio la expuso mediáticamente.  
Su marido de entonces, Jorge Rama, comenzó un romance con Susana Giménez.  
El escándalo fue internacional y Eunice se manejó muy bien ante la insistencia de los medios, hablando poco, de perfil bajo y sin revanchismos cuando lo hacía. 
En 2005 comenzó en la conducción de Bien despiertos, magazín en Canal 12.
Estuvo en las obras Shangay compartiendo elenco junto a Claudia Albertario, Chunchuna Villafañe y Nicolás Pauls, entre otros; y Varieté para María Elena en calle Corrientes.
En 2008 participó en Bailando por un Sueño 2008 de Argentina, quedando en el 7.º lugar de la competencia; siendo la Uruguaya que más lejos llegó en esa competencia. 
En el 2010 fue convocada para participar en el mundial de baile en México representando a Uruguay pero no aceptó la propuesta.
Los índices de audiencia en Uruguayo de Eunice cuando se presentaba eran altísimos; se había transformado en una especie de embajadora en Showmatch; también reemplazo a María Vázquez en El musical de tus sueños de Argentina.
En 2009 condujo junto a Maximiliano de la Cruz el programa «El casting de la tele».
Realizó en 2012 una participación especial en la telenovela argentina éxito en audiencia «Dulce amor» de Telefe.
Y desde el año 2012 a 2013 condujo junto a Federico Buysán y Natalie Yoffe el ciclo vespertino Verano perfecto. 
También está al frente del programa radial ¿Qué pasa ciudad? (durante el año) y ¿Qué pasa verano? (en verano) como conductora junto a Diego Fonsalia y la locutora Rossana Duarte, todos los jueves de 21 a 00hs.

### Reality shows
| Año  | Título                         | Rol          | Notas          |
| ---- | ------------------------------ | ------------ | -------------- |
| 2008 | Bailando por un sueño 2008     | Participante | 32.ª eliminada |
| 2009 | El musical de tus sueños       | Participante | 8.ª eliminada  |
| 2022 | MasterChef Celebrity Uruguay 3 | Participante | Subcampeona    |